# Région métropolitaine de Washington

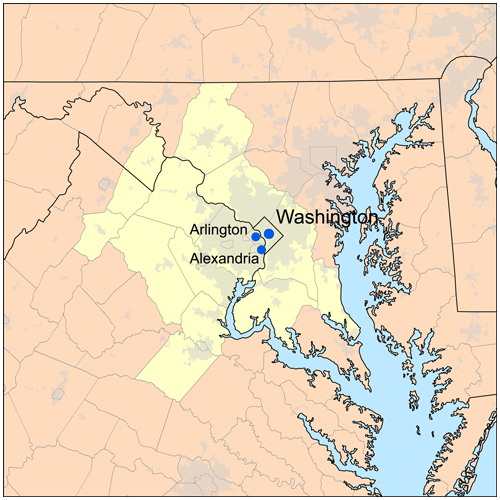
Région métropolitaine de Washington

La région métropolitaine de Washington (anglais : Washington Metropolitan Area) est une aire urbaine centrée sur Washington, la capitale des États-Unis. La zone comprend tous les districts avec les différents organismes fédéraux et certaines parties des États américains du Maryland, de la Virginie et de la Virginie-Occidentale.

## Présentation
Le Bureau de la gestion et du budget définit la région comme la Washington–Arlington–Alexandria, DC–VA–MD–WV Metropolitan Statistical Area, une région métropolitaine utilisée à des fins statistiques par le Bureau du recensement des États-Unis et d'autres organismes fédéraux.
La région métropolitaine compte 6 304 975 habitants selon l'estimation de 2023. Elle comprend :
- le District de Columbia
- en Virginie, les villes de
  - Alexandria,
  - Fairfax,
  - Falls Church,
  - Fredericksburg,
  - Manassas,
  - Manassas Park, et les comtés de
  - Arlington,
  - Clarke,
  - Fairfax,
  - Fauquier,
  - Loudoun,
  - Prince William,
  - Spotsylvania,
  - Stafford,
  - Warren
- en Virginie-Occidentale le comté de Jefferson
- au Maryland les comtés de
  - Calvert,
  - Charles,
  - Frederick,
  - Montgomery,
  - Prince George

Elle fait partie de l'aire métropolitaine de Baltimore-Washington.